# Protonemura drahamensis
Protonemura drahamensis är en bäcksländeart som beskrevs av Vinçon och Isabel Pardo 2006. Protonemura drahamensis ingår i släktet Protonemura och familjen kryssbäcksländor. Inga underarter finns listade i Catalogue of Life.